# Stanley (Iowa)
Stanley es una ciudad ubicada en el condado de Buchanan en el estado estadounidense de Iowa. En el Censo de 2010 tenía una población de 125 habitantes y una densidad poblacional de 200,26 personas por km².

## Geografía
Stanley se encuentra ubicada en las coordenadas 42°38′31″N 91°48′43″O / 42.64194, -91.81194. Según la Oficina del Censo de los Estados Unidos, Stanley tiene una superficie total de 0.62 km², de la cual 0.62 km² corresponden a tierra firme y (0%) 0 km² es agua.

## Demografía
Según el censo de 2010, había 125 personas residiendo en Stanley. La densidad de población era de 200,26 hab./km². De los 125 habitantes, Stanley estaba compuesto por el 90.4% blancos, el 0.8% eran afroamericanos, el 1.6% eran amerindios, el 0% eran asiáticos, el 0% eran isleños del Pacífico, el 0% eran de otras razas y el 7.2% pertenecían a dos o más razas. Del total de la población el 1.6% eran hispanos o latinos de cualquier raza.